# والتر فريدلاندر
والتر فريدلاندر (بالألمانية: Walter Friedlaender)‏ (و. 1873 – 1966 م) هو مؤرخ الفن، وأستاذ جامعي ألماني، كان عضوًا في أكاديمية هايدلبرغ للعلوم والعلوم الإنسانية (منذ 1961)، توفي في نيويورك، عن عمر يناهز 93 عاماً.

## جوائز
حصل على جوائز منها:

زمالة غوغنهايم

## روابط خارجية
- والتر فريدلاندر على موقع مونزينجر (الألمانية)